# Група родовищ Карама
Група родовищ Карама – нафтові родовища на заході Єгипта, у східній частині басейну Абу-Ель-Гарадік.
Родовища виявили унаслідок проведення розвідки на концесійному блоці Бахарія-Схід, інвесторами якого первісно виступили іспанська Repsol (з правами оператора) та американська Apache, кожна з яких мала по 50% участі. 2001 року Apache викупила права партнера та стала єдиним інвестором. За усталеним в Єгипті порядком, розробка відкритих за участі іноземних інвесторів родовищ провадиться через спеціально створені компанії-оператори. Для блоку Бахарія-Схід такою компанією виступає Qarun Petroleum Company.
Родовище Карама відкрили у 2000 році за допомогою свердловини Karama-1X, яка виявила нафту у верхньокрейдовій формації Абу-Роаш, що формувалась в умовах морського мілководдя та дельти. При цьому для блоку Бахарія-Схід особливе значення має найнижчий у цій формації горизонт G, який належить до сеноману та складається із пісковиків або пісковиків з вкрапленнями глин.
Карама стала не єдиним відкриттям у блоці, так, вже за два роки розвідувальна свердловина Southeast Karama-1X отримала приплив нафти на рівні 1140 барелів на добу з горизонту G формації Абу-Роаш і таким чином виявила родовище Південно-Східна Карама. 
В 2004 – 2005 роках провели розвідувальну кампанію на структурі Асала-Рідж, розташованій за десяток кілометрів на південь від Карами. Це дозволило відкрити родовище, знане як Асала-Салам або Асала/Салам/Салам-Схід/Хамра. В цьому випадку головним продуктивним інтервалом виступив все той же горизонт Абу-Роаш G, крім того, певні обсяги нафти також виявили у розташованій нижче сеноманській формації Бахарія.
В 2005 році свердловина Zaina-1 показала на тестуванні притік нафти на рівні 1165 барелів на добу з верхньої частини формації Бахарія і таким чином виявила родовище Зайна. 2007 року свердловина Zaina-2 виявила на цьому ж родовищі поклад у горизонті Абу-Роаш G.
Видобуток на блоці Бахарія-Схід почався невдовзі після відкриття Карами і станом на весну 2002-го (після відкриття Південно-Східної Карами) становив 1800 барелів на добу. Не пізніше весни 2007-го цей показник вже досягнув 18,5 тисяч барелів на добу, при цьому накопичений видобуток становив 21 млн барелів. Влітку 2017-го видобуток на родовищах групи Карама коливався від 22 до 23 тисяч барелів на добу.
Спільні для всієї групи потужності з первинної підготовки нафти, а також житлово-виробничу базу спорудили поблизу родовища Карама. При цьому для видачі продукції в 2007 – 2008 році проклали головний нафтопровід завдовжки 120 км та діаметром 250 мм, який прямував на північний схід до виробничого комплексу компанії Карун та мав пропускну здатність у 20 тисяч барелів на добу.
Можливо також відзначити, що розташовані на Карамі потужності використовуються для прийому та подальшого перекачування нафти розташованого за три десятки кілометрів північніше родовища NEAG-1, розробку якого веде компанія-оператор BAPETCO (провадить операції на розташованих у Західній пустелі Єгипту ділянках компанії Shell). 